# 神の悪フザケ
『神の悪フザケ』（かみのわるふざけ）は、『週刊ヤングマガジン』1988年1月から1989年2月まで連載された山田花子による日本の漫画作品。

## 概要
山田花子の代表作ともいえる一冊で初の連載作品。一部に熱狂的なファンを生んだ一方で、週刊ヤングマガジンの読者アンケートにおいてワースト1位となった。

## あらすじ
不器用で内向的、容姿も醜い女子高生の大槻たまみと河合桃子は、思っていることをはっきり言うことができない気弱な性格。そのために周囲から誤解されてしまうことが多い。恋も友達づきあいもアルバイトも、何もかもがもう…。

## 登場人物
大槻 たまみ（おおつき たまみ）
本作の主人公。おかっぱ頭に眼鏡をかけた過敏な女子高生。気が弱くいつも背中を丸め、何事にも思っていることをはっきり他人に言うことができず、常に周囲から軽んじられているように感じている。父、母、弟、猫とともに暮らす。山田アキラと中学時代から友人づきあいをしており、想いを寄せていたが、高校に入ってから失恋してしまう。同級生の楳図に関係を迫られて拒絶するが、彼に対して仲間意識のようなものは抱いている。
山田 アキラ（やまだ あきら）
『神の悪フザケ』第1部に登場する男子高校生。大槻たまみの中学時代からの友人であったが、高校に入ってからはたまみと距離を置くようになり、同じクラスの明るい性格の女子と付き合い始める。

## 単行本
講談社版
初版発行：1989年5月
青林堂改訂版
初版発行：1995年11月
青林工藝舎改訂版
初版発行：2000年5月